# Jacques Delperrié de Bayac
Jacques Delperrié de Bayac est un journaliste, écrivain, historien et romancier français.

## Biographie
Il fut journaliste au Nouveau Candide et à Paris-Presse.
Ses recherches historiques, en particulier son ouvrage de référence, Histoire de la Milice, 1918-1945 (1969), servent lors de l'instruction du procès du milicien Paul Touvier,.
Il participe en 1997, à l'écriture du film documentaire de long métrage d'Alain Ferrari, Milice, film noir, tiré de son livre,.

## Publications
- Les Brigades internationales, éd. Fayard, Paris, 1968, 466 p. ; rééd. Marabout, coll. « Mu0425 », 1990  (ISBN 250100647X et 978-2501006477).
- Histoire de la Milice, 1918-1945, éd. Fayard, Paris, 1969 ; rééd.  1994, 698 p.  (ISBN 2213592888 et 978-2213592886) [présentation en ligne].
- Histoire du Front populaire, éd. Fayard, Paris, 1972, 542 p. ; rééd. Marabout, coll. « Marabout Université - Mu0413 », 1990  (ISBN 2501006135 et 978-2501006132).
- La Guerre des ombres – Combats et trahisons sous l'Occupation, éd. Fayard, coll. « Fayard documents », Paris, 1975, 246 p.  (ISBN 2213001715 et 978-2213001715).
- Le Royaume du maréchal – Histoire de la zone libre, éd. Robert Laffont, Paris, 1975.
- Charlemagne – La Naissance de la France, éd. JC Lattès, Paris, 1976, 337 p. (cartographie et illustrations) ; rééd. 1983.
- La Vie de Karl Marx, éd. JC Lattès, Paris, 1979, 378 p..
- Louis VI – La naissance de la France, éd. JC Lattès, Paris, 1979, 304 p. ; rééd. JC Lattès, 1983  (ISBN 2709601923 et 978-2709601924).
- Du sang dans la montagne : vrais et faux mystères de la bête du Gévaudan, Paris, Fayard, 1970, 272 p.